# Josef Beneš (kněz)
Josef Beneš (22. února 1905, Poděbrady – 23. května 1979, Praha) byl český římskokatolický kněz, politik, publicista a spisovatel, vůdčí osobnost tzv. vlasteneckých kněží (kněží kolaborujících s komunistickým režimem) a generální tajemník Mírového hnutí katolického duchovenstva po celou dobu jeho existence.